# 파즈르-5

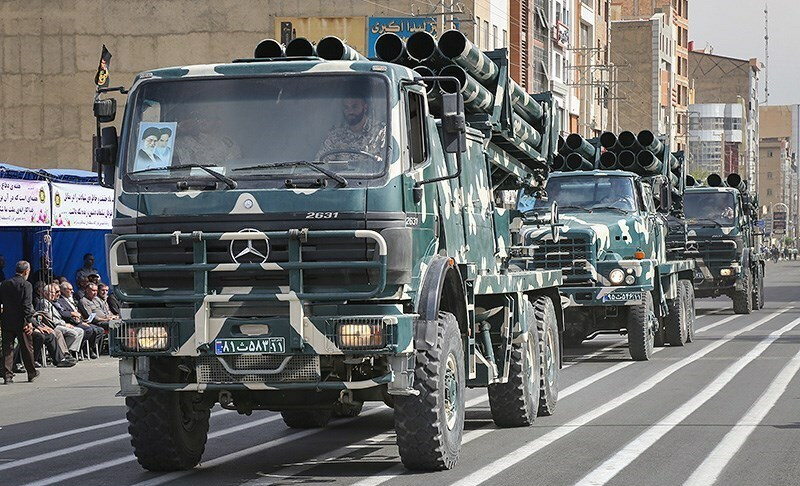
2018년 이란 수도 테헤란의 열병식. 333mm 12연장 파즈르-5 다음의 차량은 북한산 240mm 12연장 M-1985 방사포다.

파즈르-5(Fajr-5)는 이란의 구경 333 mm 다연장 로켓이다.

## 사용국가

### 팔레스타인
Fajr-5 로켓은 팔레스타인 무장 단체에 의해 가자 지구에서 발사되었다. 2012년 11월 하마스가 최초로 발사했다. 일부 부품의 제조와 최종 조립은 가자 지구에서 이루어질 수 있지만 로켓의 핵심 구성 요소는 이란에서 제공하는 것으로 알려져 있다. 이란은 어떤 로켓도 가자 지구로 옮기는 것을 거부했지만 대신 로켓을 제조하기 위해 기술을 이전했다고 말했다. 일부 팔레스타인 사람들은 Fajr-5의 이름을 따서 그들의 이름을 지었다.